# Schloss Luitpoldshöhe

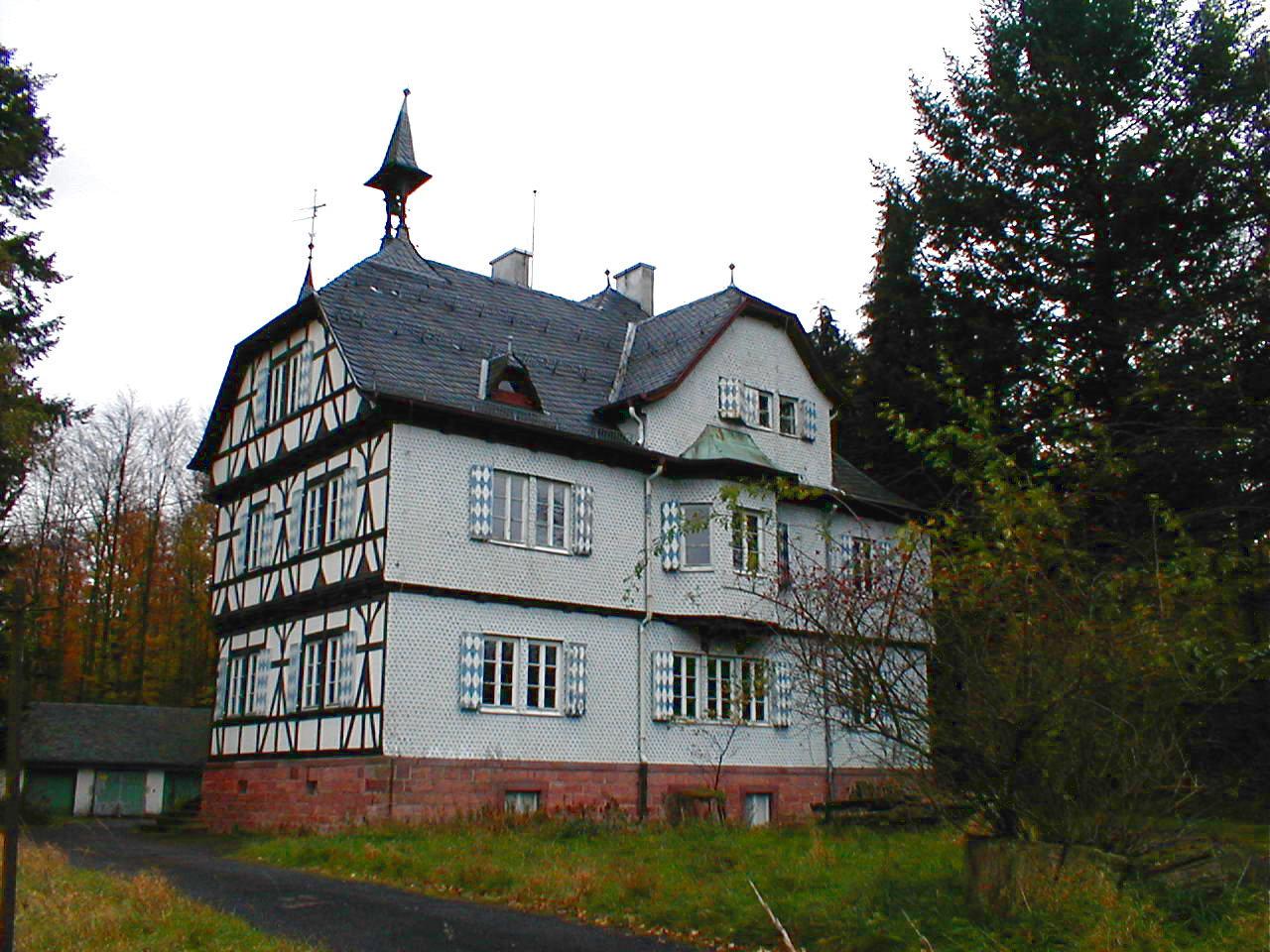
Jagdschloss Luitpoldshöhe

Das Schloss Luitpoldshöhe wurde 1889 vom Prinzregenten Luitpold von Bayern als Jagdschloss im Spessart in der Nähe von Rohrbrunn errichtet. Das Schloss steht im Landkreis Aschaffenburg in einem Gebiet, das zur Gemeinde Weibersbrunn gehört, aber eine Exklave in dem gemeindefreien Gebiet im Rohrbrunner Forst bildet. In unmittelbarer Nähe liegt die Autobahnraststätte Spessart an der A 3, das Schloss kann von der Autobahn aus gesehen werden. Nicht weit vom Schloss entfernt befindet sich im Wald das Jagdhäuschen Dianalust.
Der Entwurf für das Schloss stammte vom königlichen Oberbaurat Max von Siebert, der es als fränkisches Fachwerkhaus konzipierte. Ausführender Baumeister war der Würzburger Karl Buchner, der ausschließlich Würzburger Handwerker und Künstler beschäftigte. So entstand einerseits ein Gebäude, das sich an den ortsüblichen fränkischen Stil anlehnte, andererseits aber auch als Repräsentationsbau zu erkennen ist.

## Der Bauherr

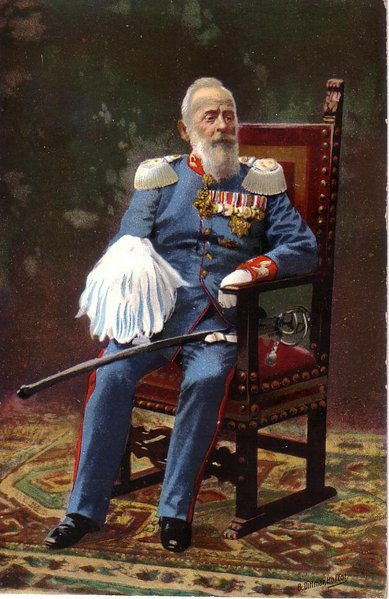
Prinzregent Luitpold an seinem 90. Geburtstag 1911

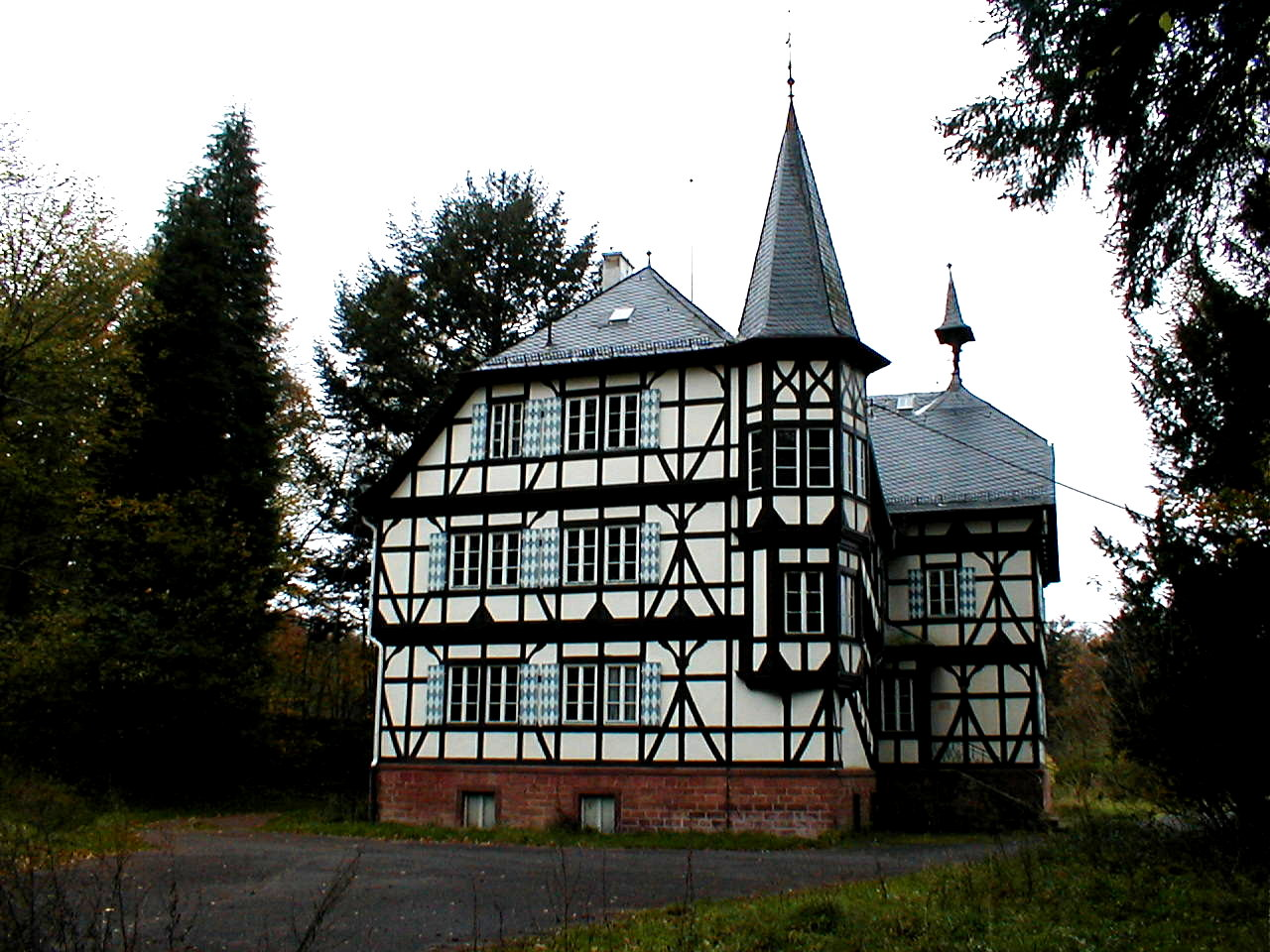
Ansicht von Osten

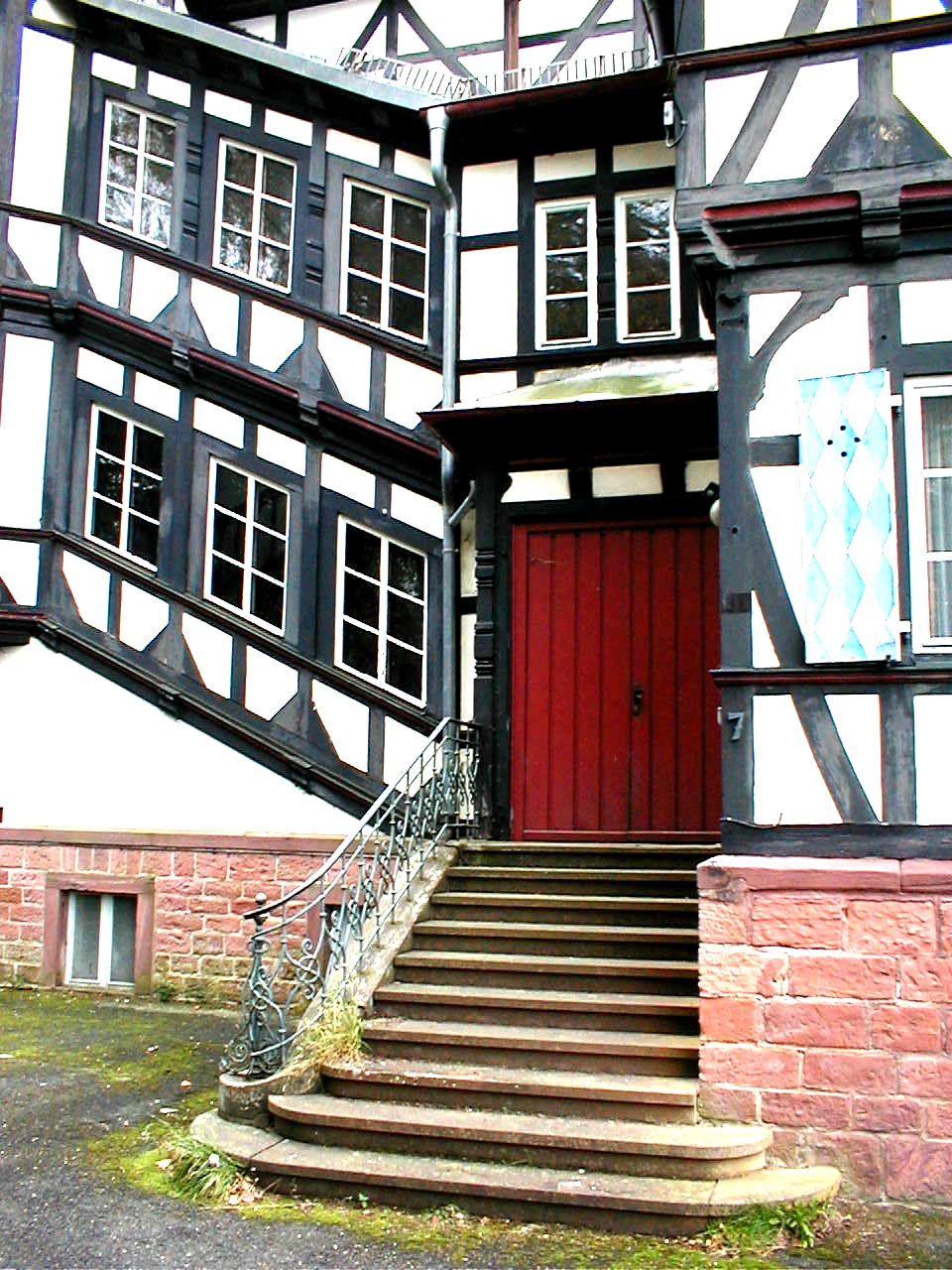
Eingangsbereich

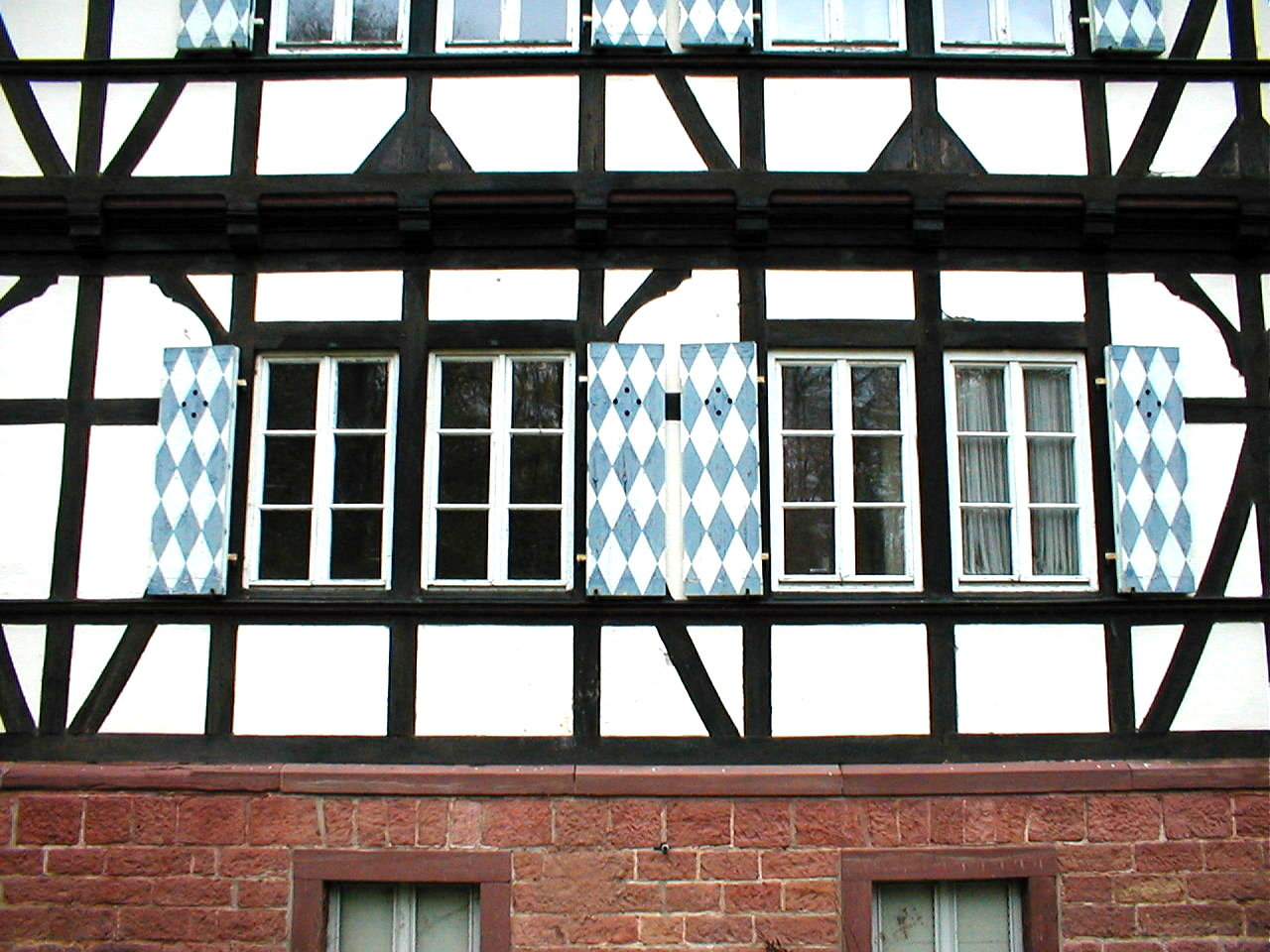
Fenster an der Ostfassade

Luitpold war von 1886 bis zu seinem Tode 1912 zuerst nur wenige Tage lang als Vertreter seines entmündigten Neffen König Ludwig II. und danach als Vertreter von dessen geisteskrankem Bruder Otto I. Herrscher über das Königreich Bayern. 
Das Volk war anfangs sehr reserviert gegenüber dem Prinzregenten, da der unter zweifelhaften Umständen entmündigte und kurz danach unter ebenso zweifelhaften Umständen verstorbene Ludwig II. sehr populär gewesen war. 
Luitpold verstand es aber, sich durch seine zahlreichen Auftritte und Jagdaktivitäten im ganzen Land beliebt zu machen. Das Schloss Luitpoldshöhe war dabei seine wichtigste Station im Spessart, wo es große königliche Jagden vor allem auf Wildschweine gab. 
Der Prinzregent suchte bei seinen Jagden den Kontakt zum Volke und verband seine Auftritte mit wohltätigen Aktivitäten. So besuchte er arme Waldbauern und spendete für die Kinder in den Dörfern der jeweiligen Umgebung.

## Baubeschreibung
Aufgrund der von Ludwig II. stark beanspruchten Staatsfinanzen fiel das Schloss Luitpoldshöhe nicht sehr prunkvoll aus. Im Schloss befinden sich 19 Zimmer, die fast alle mit Holz getäfelt sind. Es ist ein größerer Fachwerkbau, der auf der Wetterseite mit Schindeln versehen wurde. Als besondere Ausstattung erhielt das Gebäude einen Erker mit Turmdach und einen Dachreiter mit Glocke. Die Glocke wurde ursprünglich bei Ankunft und Abreise des Prinzregenten geläutet. 
Der Bau kostete lediglich 37.000 Mark und wurde im Vergleich zur Prunksucht seines Vorgängers, des „Märchenkönigs“ Ludwig II., als Symbol der Bedürfnislosigkeit des Prinzregenten gewertet.
Nach dem Ende der Monarchie 1918 kam das Gebäude mit 400 Quadratmetern Nutzfläche in den Besitz der Bayerischen Forstverwaltung und diente von 1920 bis 1996 als Dienstwohnung des jeweiligen Forstamtsdirektors von Rohrbrunn. Die Immobilie wurde frei, als das Forstamt Rohrbrunn aufgelöst wurde und seine Forstbezirke in die Bezirke Altenbuch, Marktheidenfeld und Rothenbuch eingegliedert wurden. Danach stand das Gebäude mehrere Jahre leer, das Grundstück mit 26.600 Quadratmetern blieb ungenutzt.

## Langer Leerstand
Nach zehn Jahren Leerstand und Verfall gab die Bayerische Verwaltung der staatlichen Schlösser, Gärten und Seen im Frühjahr 2006 an, kein Interesse an dem Bau zu haben, da sein künstlerischer und historischer Wert gering sei. Dies führte zu zahlreichen Protesten der Bürger und Lokalpolitiker in der Umgebung, da im Spessart die Erinnerung an den Prinzregenten Luitpold noch sehr lebendig ist, gerade auch wegen seiner mit wohltätigen Aktionen verbundenen volkstümlichen Auftritte.
Im April 2006 brachten mehrere CSU-Landtagsabgeordnete einen Antrag im bayerischen Landtag ein, auf den Verkauf des Schlosses zu verzichten und ein Nutzungskonzept zu erarbeiten. Das Gebäude stelle die Beziehung der Region zu Bayern dar und sei neben dem Pompejanum in Aschaffenburg der einzige bedeutende Bau der Wittelsbacher in Unterfranken. 
Im September 2007 wurde in der Öffentlichkeit bekannt, dass die Bayerische Schlösserverwaltung beabsichtigte, das Gebäude zusammen mit dem benachbarten, von 1957 bis 1961 erbauten Forsthof zu verkaufen. Neben dem angebotenen Kaufpreis solle auch das Nutzungskonzept bei der Entscheidung für einen Käufer ausschlaggebend sein.
Im April 2008 behandelte der Gemeinderat von Weibersbrunn zwei Bauvoranfragen für eine mögliche neue Nutzung des zum Schloss gehörigen Forsthofes. In dem Zusammenhang wurde auch bekannt, dass auch für das Schloss bereits Kaufangebote eingegangen seien.

## Neuer Eigentümer
Im August 2011 teilte die Immobiliengesellschaft des Freistaats Bayern mit, dass ein Privatmann das Gebäude zu einem Preis von 250.000 Euro erworben habe. Er wolle dort mit seiner Familie wohnen und habe sich bereits beim zuständigen Einwohnermeldeamt angemeldet.
Seit August 2020 steht das Jagdschloss wieder zum Verkauf, da die bisherige Eigentümerfamilie das Gebäude veräußern will. Außer einem möglichen Verkauf an private Interessenten werden wiederum unterschiedliche Nutzungskonzepte durch die Öffentliche Hand diskutiert.